# 泰胡里河
42°11′10″N 42°01′58″E / 42.1860°N 42.0329°E

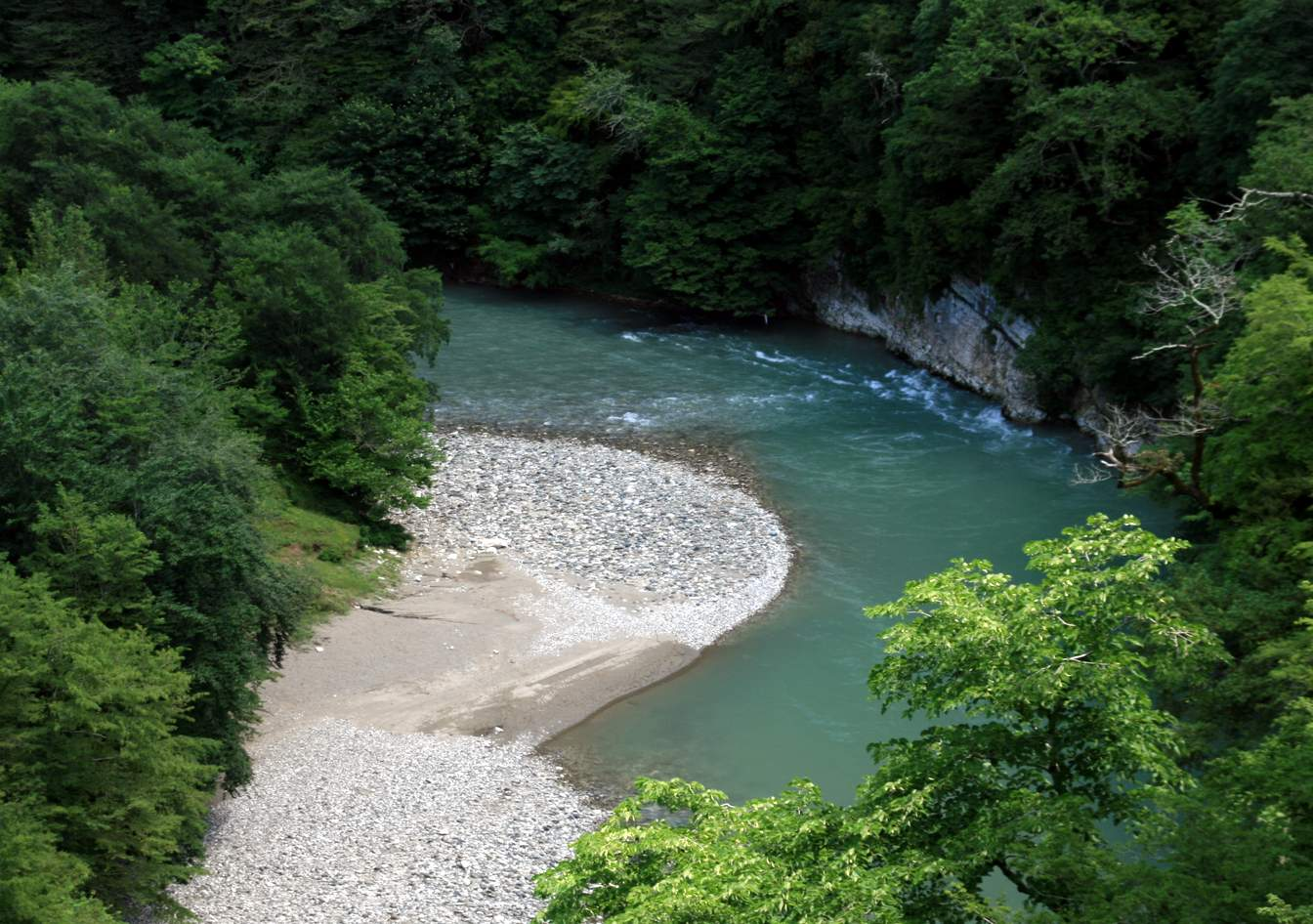

泰胡里河是格魯吉亞的河流，位於該國西部薩梅格雷洛-上斯瓦內蒂大区，屬於里奧尼河的右支流，河道全長101公里，流域面積1,040平方公里。